# 赫拉德谷
赫拉德谷（Hrad Vallis）是火星刻布壬尼亚区内一条位于北纬38.7°，西经224.7°的古老溢出河道，它长约825公里，以亚美尼亚语中“火星”一词命名。

## 火山与冰的相互作用
据信火星地表下保存着大量的水冰。一些河道位于火山区附近，当炽热的地下熔浆接近冰层时，可能会形成大量液态水和泥浆。刻布壬尼亚区的赫拉德谷靠近一座大型火山-埃律西昂山，该火山可能为该河道的形成提供了水源。

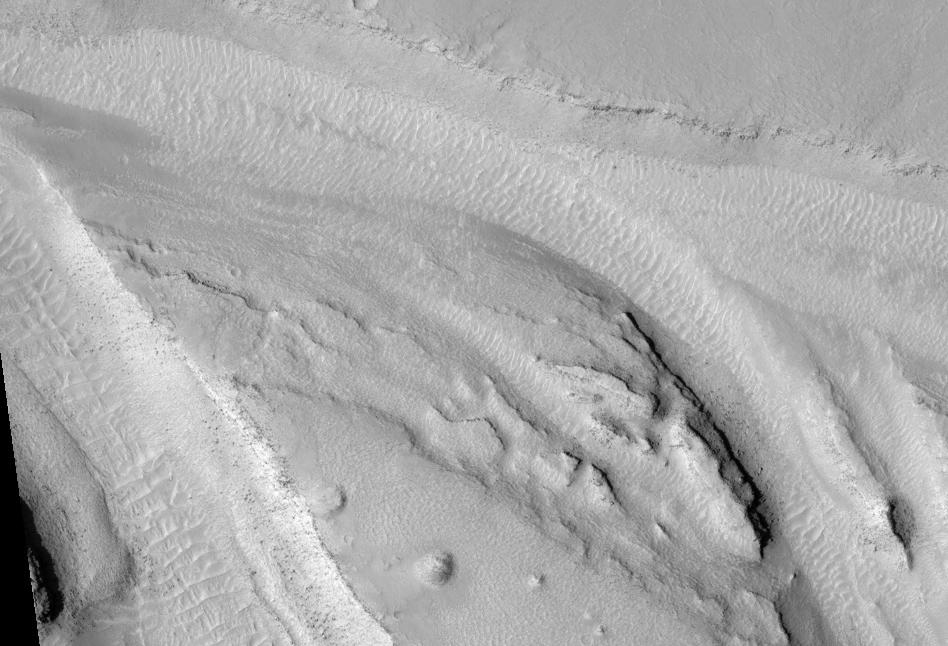
S高分辨率成像科学设备显示了赫拉德谷中的流线型岛屿。

## 另请参阅
- 火星地质
- 火星地理
- 火星湖泊
- 溢出河道
- 火星水文